# 17980 Ваншейк
17980 Ваншейк (17980 Vanschaik) — астероїд головного поясу, відкритий 10 травня 1999 року.
Тіссеранів параметр щодо Юпітера — 3,306.